# Teatro de Basilea
Teatro de Basilea (en alemán: Theater Basel) es el teatro municipal de la ciudad de Basilea, en Suiza, y es la sede de la ópera de la ciudad y de las compañías de ballet. El teatro también presenta obras de teatro y musicales, además de óperas y operetas.
Debido a que el teatro no tiene su propia orquesta, por lo general se contacta con la Orquesta Sinfónica de Basilea para realizar producciones de ópera y ballet, según sea necesario. Para producciones de ópera barroca, La Cetra, la orquesta barroca de la Schola Cantorum Basiliensis, es la utilizada.